# Гавриленко, Александр Васильевич
Александр Васильевич Гавриле́нко (15 февраля 1950 года, Москва) — советский и российский кардиохирург, доктор медицинских наук (1990), профессор, член-корреспондент РАМН (2004), РАН (2014), академик РАН (2016), руководитель отделения хирургии сосудов РНЦХ имени академика Б. В. Петровского, заслуженный деятель науки РФ (2015).

## Биография
В 1973 году окончил 1-й МОЛМИ имени И. М. Сеченова, начал работать в РНЦХ, где прошёл путь от клинического ординатора до заведующего отделением.
В 1977 году защитил кандидатскую , а в 1990 году  докторскую диссертацию.
С 1993 года — профессор кафедры сердечно-сосудистой хирургии № 1 факультета профессионального последипломного образования Сеченовского университета, а с 2011 года — заведующий этой кафедрой.
В 1993—1994 годах работал в качестве приглашенного профессора в клинике Майкла Дебейки в Хьюстоне под его непосредственным руководством; получил лицензию США.
С 1995 года — заведующий отделением хирургии сосудов РНЦХ РАМН.  В 1999 году здесь для лечения больных с клапанной недостаточностью глубоких вен нижних конечностей впервые в мире была предложена и внедрена в клиническую практику методика множественного обходного венозного шунтирования.
Выполнил более 4100 операций на сосудах. Школу профессора Гавриленко представляют 3 доктора и 40 кандидатов медицинских наук.
Член-корреспондент РАМН (2004), член-корреспондент РАН (2014), академик РАН (2016).
Автор более 800 научных работ, 7 изобретений, 6 монографий. Член редколлегии журналов «Ангиология и сосудистая хирургия», «Анналы хирургии», «Регионарное кровообращение и микроциркуляция».

## Избранные труды
- Гавриленко А. В. Диагностика и лечение хронической венозной недостаточности. — Москва, 1999. — 152 с.
- Гавриленко А. В., Косенков А. Н. Диагностика и хирургическое лечение хронической абдоминальной ишемии. — Москва: Грааль, 2000. — 169 с.
- Гавриленко А. В., Лисицкий Д. А. Прогнозирование результатов реконструктивных операций на сосудах нижних конечностей. — Москва: МНПИ, 2001. — 75 с.

- Гавриленко А. В. Тактика лечения больных с атеросклеротическим поражением сонных артерий в зависимости от ультразвуковых характеристик бляшек. М., 2001.
- Гавриленко А. В. Хирургическое лечение больных с травматическими аневризмами артерий, М., 2002.
- Гавриленко А. В., Синявин Г. В. Лечение ложных ятрогенныхартериальных аневризм // Ангиология и сосудистая хирургия. 2005. № 3. С. 135—138.
- Гавриленко А. В., Синявин Г. В. Хирургическое лечение больных с аневризмами экстракраниальных отделов сонных артерий // Ангиология и сосудистая хирургия. 2005. № 1. С. 112—117.
- Гавриленко А. В., Котов А. Э., Муравьева Я. Ю. Влияние тактических ошибок на результаты хирургического лечения пациентов с критической ишемией нижних конечностей // Ангиология и сосудистая хирургия. 2010. Т. 16. № 1.
- Гавриленко А. В., Котов А. Э., Лоиков Д. А. Результаты лечения критической ишемии нижних конечностей у больных сахарным диабетом // Анналы хирургии. 2013. № 6. С. 48—50.

## Достижения
Награждён:
- Орден Пирогова «За большой вклад в развитие отечественной науки, многолетнюю плодотворную деятельность и в связи с 300-летием со дня основания Российской академии наук»[10] (2024),
- Орден Дружбы народов[2],
- Медаль «В память 850-летия Москвы»[2],
- Медаль академика Б. В. Петровского (2008)[2],
- Почётная грамота Президента Российской Федерации «За заслуги в развитии здравоохранения и многолетнюю добросовестную работу»[5][11] (2015),
- Орден Николая Пирогова[12] (2017).

Удостоен званий:
- «Человек года» за организационную деятельность по открытию нового отделения РНЦХ РАМН (1996);
- «Выдающийся человек ХХ столетия» за достижения в хирургии Международным биографическим центром в Кембридже (Англия) (2000);
- Удостоен почетного титула «Выдающийся врач современности» (2004);
- Заслуженный деятель науки Российской Федерации (2005).

Входит в состав:
- Ассоциации сосудистых хирургов имени Н.И. Пирогова (1989),
- Ассоциации сердечно-сосудистых хирургов России (1996),
- Ассоциации флебологов России,
- Российского общества ангиологов и сосудистых хирургов (1994),
- Российского научного общества интервенционных радиологов и эндоваскулярных хирургов,
- Европейского общества сосудистых хирургов,
- Международного союза ангиологов (1989),
- Международного общества хирургов имени Майкла Де Бейки (1993).